# Germaine Cousin-Zermatten
Germaine Cousin-Zermatten, née en Suisse le 22 avril 1925 à Saint-Martin dans le canton du Valais, est une herboriste et autrice suisse qui — à la suite de recherches personnelles s'évertuant à compiler un savoir ancestral uniquement transmis par voie orale — a rédigé plusieurs ouvrages consacrés aux propriétés phytothérapeutiques des plantes médicinales situées dans la région du Val d'Hérens,,,,,,,,,,,,.

## Œuvres
- Germaine Cousin-Zermatten, Recettes santé de nos grand-mères, Cabédita, coll. « Archives vivantes », 1995, 184 p. (ISBN 2882952430, EAN 9782882952431)
- Germaine Cousin-Zermatten, Cataplasmes, compresses: bains de pieds et bains de mains : Recueil de recettes essentiellement constituées à base de plantes pour réaliser cataplasmes, pommades, compresses et ainsi soulager de nombreux maux (rages de dents, sinusites, crises de foie, toux, etc.), Cabédita, coll. « Regard et connaissance », 2005, 61 p. (ISBN 2882954476, EAN 9782882954473, OCLC 427916867)
- Germaine Cousin-Zermatten, Tisanes bienfaisantes: au gré des saisons et des âges, Cabédita, coll. « Archives gourmandes », 2006, 77 p. (ISBN 2882954778, EAN 9782882954770)
- Germaine Cousin-Zermatten; Raymond Cousin (ill. Jeanne Covillot; Sabine Rey), Saveur et vertus des plantes sauvages : recettes et teintures, Yens sur Morges, Ed. Cabédita, coll. « Regard et connaissance », 2009 (ISBN 2882953836, EAN 9782882953834, OCLC 1040875738)
- Germaine Cousin-Zermatten, Liqueurs, apéritifs et sirops : recettes à l'ancienne, Bière, Cabédita, coll. « Archives gourmandes », 2009 (1re éd. 2005), 59 p. (ISBN 2882954395, EAN 9782882954398, OCLC 997425169)
- Germaine Cousin-Zermatten, La cuisine des prés et des champs : la table au naturel, Cabédita, coll. « Archives gourmandes », 2009, 93 p. (ISBN 288295543X, EAN 9782882955432)
- Germaine Cousin-Zermatten, Les bonnes soupes de nos grands-mères : saines et vivifiantes, Bière, Cabedita, coll. « Archives gourmandes », 2010 (ISBN 2882955987, EAN 9782882955982, OCLC 722954146)
- Germaine Cousin-Zermatten; Raymond Cousin, Les remèdes de Grand'mère ne se perdront pas..., St-Martin, Ed. Santissa, 2013 (ISBN 2839912007, EAN 9782839912006, OCLC 999735001)
- Germaine Cousin-Zermatten, Les pouvoirs de la lune : sagesse populaire et astuces lunaires éprouvées au fil du temps, St-Martin, Ed. Santissa, 2014 (réimpr. 2001, 2004, 2009, 2010, 2012) (1re éd. 2000), 190 p. (ISBN 2839914069, EAN 9782839914062, OCLC 999735001)

### Document radiophonique
- Paul Burnet, Germaine Cousin-Zermatten, Henriette Crettaz-Maistre, Lina Chevrier, Marie Maître, Yolande Métrailler, Denise Beytrison, Lucienne Chevrier, Un trésor national, nos patois, Lausanne, Radio suisse romande, coll. « Archives sonores des parlers patois de la Suisse romande et des régions voisines », 1959 & 8 juillet 1970 (OCLC 716955192) [audio] Le chien de la Chachille, conte d'auteur inconnu, interprété par Germaine Cousin-Zermatten de Saint-Martin, Valais ; Lè chés dè Bèndelyon / Les rochers de Bindillon, conte d'auteur inconnu, interprété par Germaine Cousin-Zermatten, de Saint-Martin, Valais ; Quand j'étais jeune fille, poème de et par Germaine Cousin-Zermatten, de Saint-Martin, Valais.

### Vidéographie
- Manuelle Pernoud, journaliste-présentatrice ; Marc Régnier, directeur de l'école de plantes médicinales Alchemille (Evolène) ; Dr Thierry Buclin, pharmacoloque au CHUV (Lausanne) ; Drs Brigitte Zirbs-Savigny & Nathalie Calame, médecins FMH ; Germaine Cousin-Zermatten, « Remèdes de grand-mère : potions thérapeutiques ou pur folklore ? », À bon entendeur, Radio télévision suisse,‎ 17 novembre 2009 (résumé, lire en ligne [vidéo])
- Jean-Robert Probst, Eric Pannatier, Germaine Cousin : entretien au mayen, Cabedita, coll. « Archives vivantes », 2010 (OCLC 1041966113) [vidéo]
- « Les remèdes de grand-mère : Se soigner avec les plantes. Qu’en dit la science ? », 36.9°, Radio télévision suisse,‎ mars-avril 2019 (lire en ligne)

### Autres références
1. ↑  Christian Rappaz (ill. Julie de Tribolet), « Les secrets de grand-mère de Germaine pour garder la forme », L'Illustré, no 37,‎ 12 & 18 septembre 2018 (modifié le 12 janvier 2021) (lire en ligne) [lien PDF]
2. ↑  Monique Ryser (ill. Sedrik Nemeth), « Un savoir ancestral : Tout sur St-Martin », Valais.ch,‎ mai 2021 (lire en ligne)
3. ↑  « La soupe est pleine ... de sel », À bon entendeur, Radio télévision suisse,‎ 8 février 2011 (résumé, lire en ligne [vidéo])
4. ↑  Serge Worreth, « Suisse: Les "potions magiques" de Germaine Cousin Zermatten », France 3,‎ 18 octobre 2013 (lire en ligne [vidéo])
5. ↑  « Suisse: Germaine Cousin est une spécialiste de la médecine des plantes », RTS Info, Radio télévision suisse,‎ 2014 (lire en ligne [vidéo])
6. ↑  « Germaine Cousin : La pharmacie des dieux », Telescope, Radio télévision suisse,‎ 1995 (lire en ligne [vidéo])
7. ↑  « Saint-Martin: un vent de renouveau souffle sur le combat de Germaine Cousin : Le projet de maison de la santé par les plantes de Germaine Cousin redynamisé par un conseil de fondation volontaire de poursuive le combat de la nonagénaire », Le Nouvelliste,‎ 2 juillet 2010 (lire en ligne)
8. ↑  « « Je sais que je vais mourir en bonne santé », dit avec le sourire Germaine Cousin-Zermatten, experte en remèdes de grand-mère », Canal 9,‎ 3 août 2018 (lire en ligne [vidéo])
9. ↑  Catherine Favre, « Les leçons de santé de Germaine Cousin », ArcInfo, Le Cerneux-Péquignot,‎ 12 avril 2018 (lire en ligne)
10. ↑  « À 96 ans, Germaine Cousin reçoit son premier diplôme », Rhône FM,‎ 12 juin 2021 (lire en ligne)
11. ↑  Virginie Jobé (ill. Thomas Andenmatten), « Les recettes d'une grand-mère : faire des plantes ses amies pour prévenir plutôt que guérir : dans son mayen à Saint-Martin, Germaine Cousin-Zermatten transforme la nature en pommades, tisanes et autres poudres salutaires », Migros magazine, Fédération des coopératives Migros,‎ 2008 (OCLC 716783164)
12. ↑  (de) Monique Ryser, « «Man stirbt besser am Abend als am Morgen» : 95-jährig ist Germaine Cousin-Zermatten. Aber fit wie ein Jungspund. Das Geheimnis: vorsorgen mit dem, was die Natur uns gibt » [« Mieux vaut mourir en soirée plutôt qu'au petit matin : La fringante Germaine Cousin-Zermatten est âgée de 95 ans. Son secret : prendre soin de soi grâce à ce que la nature nous met à disposition »], Schweizer Illustrierte,‎ 11 décembre 2020 (lire en ligne)
13. ↑  « Ses premiers certificats à 96 ans ! : Germaine Cousin-Zermatten certifiée par l’AS-VEC », Académie suisse de valorisation des expériences et des compétences,‎ 2 juin 2021 (lire en ligne)